# 토마스 안더스
토마스 안더스(독일어: Thomas Anders, 1963년 3월 1일 ~ )는 독일의 가수로, 모던 토킹의 멤버이다. 본명은 베른트 바이둥(독일어: Bernd Weidung)이다.

## 음반 목록

#### 정규
- 《DIFFERENT》 (1989)
- 《Whispers》 (1991)
- 《DOWN ON SUNSET》 (1992)
- 《WHEN WILL I SEE YOU AGAIN》 (1993)
- 《Barcos de Cristal》 (1994)
- 《Souled》 (1995)
- 《this time》 (2004)
- 《Songs forever》 (2006)
- 《STRONG》 (2010)
- 《Christmas for you》 (2012)
- 《HISTORY》 (2016) - 히트곡 재녹음에 신곡 포함
- 《Pures Leben》 (2017)
- 《Ewig mit Dir》 (2018)
- 《Cosmic》 (2021)

## 같이 보기
- 모던 토킹